# ながいなさんとはやいなさん
「ながいなさんとはやいなさん」は、日本の楽曲。作詞：木島始、作曲：桜井順、歌：シンガーズ・スリー。

## 概要
1974年10月 - 11月、NHKの『みんなのうた』で紹介。超ロングヘアの女性「ながいなさん」と、超俊足な男性「はやいなさん」の様子をコミカルに歌った歌。放送では、ラストの部分がオリジナルとはかなり違っている。歌のシンガーズ・スリーは、1970年12月 - 1971年1月放送の「春をよぶ夢」と、1972年6月 - 7月放送の「空に小鳥がいなくなった日」（上條恒彦と共に歌唱）に次いで3番目の『みんなのうた』出演（そして2022年現在最後）。映像は現在も常連の古川タク製作のアニメで、映像では「ながいなさん」の動作をスリットアニメーション風、「はやいなさん」の動作をプラキシノスコープ風にそれぞれ表現するなど、独特の表現で構成されている。
再放送やDVD化はされていなかったが、「みんなのうた発掘プロジェクト」で映像が見つかり、2012年3月16日深夜（3月17日未明）放送の『みんなのうた発掘スペシャル』で、約37年半ぶりに再放送された。2020年には10月2日・10月30日・11月27日の3回にわたって、『みんなのうたリクエスト』で再放送、そして2022年には4月と5月に47年半ぶり定時番組で再放送された。なお映像はすべてサイドパネル付き・ニュープリントだが、冒頭の「タイトル表示部」は、『リクエスト』版では新規作成版に差し替えたバージョンだが、『発掘SP』版ではホワイトバックにタイトルと作詞・作曲を記載したバージョン、そして定時版では2022年4月から採用された新バージョンに差し替え使用した。